# (6129) Demokritos
(6129) Demokritos (1989 RB2) – planetoida z grupy pasa głównego asteroid okrążająca Słońce w ciągu 4 lat i 245 dni w średniej odległości 2,79 j.a. Została odkryta 4 września 1989 roku.